# 업소빙맨
업소빙맨(영어: Absorbing Man)은 마블 코믹스의 슈퍼빌런이다. 본명은 칼 "크러셔" 크릴(Carl "Crusher" Creel)로 본래 권투 선수였다가 범죄자가 되었고, 로키의 마법의 힘으로 신체 성분을 접촉한 물질과 동일하게 변화시킬 수 있는 능력을 갖게 됐다. 1965년 3월 《저니 인투 미스터리》 114호에서 토르의 적으로 처음 등장했고, 이후 헐크, 스파이더맨 등과도 싸웠다.

## 담당 배우

### TV 드라마
- 에이전트 오브 쉴드(2014) - 브라이언 패트릭 웨이드

## 담당 성우

### TV 애니메이션
- 인크레더블 헐크(1996) - 짐 커밍스
- 어벤저스: 뭉치면 산다(1999) - 올리버 베커
- 어벤저스: 지구 최강의 영웅들(2011) - 릭 D. 와서먼
- 헐크와 스매쉬 요원들(2013) - 조너선 애덤스
  - 어벤저스 어셈블(2014) - 조너선 애덤스
  - 얼티밋 스파이더맨: 웹 워리어즈(2014) - 조너선 애덤스
- 디스크 전사 어벤저스(2014) - 카와즈 야스히코

### 비디오 게임
- 마블 얼티밋 얼라이언스 2(2009) - 데이비드 호프
- 레고 마블 슈퍼 히어로즈(2013) - 존 디마지오